# カイ・ハフト
カイ・ハフト（カイ・ユハニ・ハハト、Kai Juhani Hahto、1973年12月31日 - ）は、フィンランド出身のロックミュージシャン、ドラマー。これまで主に、ウィンターサン、ナイトウィッシュ、スワロー・ザ・サン、ロッテン・サウンドなど多くのバンドで活動した。

## キャリア
ハフトがドラムを始めたときは、ハンドメイドのドラムセット (Kumu Drums)を使用していた。
1991年に、地元のデスメタルバンド、Cartilageで活動を開始する。同バンドは、デモテープとスプリットアルバムをリリースするも、翌年には解散している。その後、WingsやVomituritionといったデスメタルバンドに参加し、スタジオアルバムに参加しデビューも果たした。しかしながら、これらのバンドはいずれも短命に終わっている。
1995年に、デスメタル/グラインドコアバンドのロッテン・サウンドとブラックメタルバンドのEnochian Crescentに加入 。ロッテン・サウンドでは、4枚のアルバム、Enochian Crescentでは1枚のアルバムに参加した。Enochian Crescentからは1999年に脱退。ロッテン・サウンドからは2006年に脱退している。
また、2004年にヤリ・マーエンパーのソロプロジェクトであるウィンターサンにアルバムセッションとして参加。その後、同プロジェクトがバンド体制に移行して、正式メンバーとなった。
2009年には、メロディックデスメタル/ドゥームメタルバンドのスワロー・ザ・サンに加入し、現在でも活動している。
このほかに、メロディックブラックメタルバンド、Arthemesiaに参加していた時期もある。また、ナイトウィッシュのアルバムにパーカッションでゲスト参加したり、Agressorのアルバムにドラムでゲスト参加している。
2019年7月に、ユッカ・ネヴァライネンの後任としてナイトウィッシュに正式メンバーとして加入した。カイは2014年にユッカが休業した後にサポートドラマーとしてアルバム、ツアーに参加していた。

## ディスコグラフィー
| バンド             | リリース年 | タイトル                                                | レーベル                         |
| ------------------ | ---------- | ------------------------------------------------------- | -------------------------------- |
| Cartilage          | 1991       | Encapsulated (Demo)                                     | Self-release                     |
| Cartilage          | 1991       | In Godly Flesh (Demo)                                   | Self-release                     |
| Cartilage          | 1992       | Ex Oblivione / The Fragile Concept of Affection (Split) | Drowned Productions              |
| Wings              | 1992       | Bitterness (Demo)                                       | Self-release                     |
| Wings              | 1993       | Thorns on thy Oaken Throne (EP)                         | Adipocere Records                |
| Wings              | 1994       | The Sun (Demo)                                          | Self-release                     |
| Wings              | 1995       | Diatribe                                                | Woodcut Records                  |
| Vomiturition       | 1995       | A Leftover                                              | Invasion Records                 |
| ロッテン・サウンド | 1995       | Sick Bastard                                            | Genet Records                    |
| ロッテン・サウンド | 1995       | Psychotic Veterinarian                                  | S.O.A. Records                   |
| ロッテン・サウンド | 1996       | Loosin' Face                                            | Anomie Records                   |
| Enochian Crescent  | 1996       | Anno Bastardi (Demo)                                    | Woodcut Records                  |
| ロッテン・サウンド | 1997       | Spitted Alive                                           | I.D.S. Records                   |
| ロッテン・サウンド | 1997       | Under Pressure                                          | Repulse Records                  |
| Enochian Crescent  | 1997       | Telocvovim                                              | Woodcut Records                  |
| ロッテン・サウンド | 1998       | Drain                                                   | Repulse Records                  |
| Enochian Crescent  | 1998       | Babalon Patralx de Telocvovim (EP)                      | アヴァンギャルド・ミュージック   |
| Enochian Crescent  | 1998       | The Blackened Rainbow (Split)                           | Woodcut Records                  |
| ロッテン・サウンド | 2000       | Still Psycho                                            | Necropolis Records               |
| Max on the Rox     | 2000       | Voodoo                                                  | Kråklund Records                 |
| ロッテン・サウンド | 2001       | 8 Hours of Lobotomy                                     | M.C.R. Records                   |
| ロッテン・サウンド | 2002       | Murderworks                                             | Necropolis Records               |
| Max on the Rox     | 2002       | Rox II                                                  | Kråklund Records                 |
| ロッテン・サウンド | 2003       | Seeds of Hate                                           | Cudgel Agency                    |
| ロッテン・サウンド | 2003       | From Crust 'Til Grind                                   | センチュリー・メディア・レコード |
| ウィンターサン     | 2004       | Wintersun                                               | ニュークリア・ブラスト           |
| Max on the Rox     | 2004       | Rhythmic Songs from a Mysterious Red House              | Kråklund Records                 |
| ロッテン・サウンド | 2005       | Exit                                                    | スパインファーム・レコード       |
| スワロー・ザ・サン | 2009       | New Moon                                                | スパインファーム・レコード       |
| スワロー・ザ・サン | 2012       | Emerald Forest and the Blackbird                        | スパインファーム・レコード       |
| ウィンターサン     | 2012       | Time I                                                  | ニュークリア・ブラスト           |